# Беверлі Мак-Дональд
Беверлі Стюарт, до шлюбу Макдональд (англ. Beverly McDonald; 15 лютого 1970) — ямайська легкоатлетка, спринтерка. Олімпійська чемпіонка.
Дружина олімпійського медаліста Рея Стюарта, сестра дворазового олімпійського медаліста Майкла Макдональда.